# Гунт
Гунт (на таджикски: Гунд; на руски: Гунт) е река, протичаща по територията на Таджикистан (Горнобадахшанска автономна област), десен приток на Пяндж (лява съставяща на Амударя). Дължина 296 km. Площ на водосборния басейн 13 700 km².
Река Гунт води началото си под името гуримди от ледниците по северния склон на Южноаличерския хребет (южната част на Памир), на 4918 m н.в. и тече под това име в северозападна посока до устието на десния си приток река Муздуайрексай. След това вече под името Ирикяк завива на запад и тече между Североаличурския на север и Южноаличурския хребет на юг. Слуд устието на левия си приток Башгумбес носи името Аличур, тече в западна посока между посочените по-горе хребети и се влива в проточното езеро Яшилкул. След изтичането си от езерото, вече под името Гунт тече в западна посока между хребетите Рушански на север и Шугнански на юг в много тясна и дълбока долина. Влива се отдясно в река Пяндж (лява съставяща на Амударя), на 1 km западно от град Хорог, на 2066 m н.в. Най-голам приток Тогузбулок (ляв). Среден годишен отток в устието 106 km³/s. В устието на реката е разположен град Хорог, административен център на Горнобадахшанска автономна област. На значителна част по долината от долното и на малка част по долината от средното ѝ течение преминава участък от Памирския тракт (шосето от Ош за Хорог).

## Топографска карта
- J-42-Г М 1:500000[2]
- J-43-В М 1:500000[3]